# Shall We Dance? (film 2004)
Shall We Dance? è un film del 2004 di Peter Chelsom, ispirato alla pellicola giapponese del 1996 Vuoi ballare? - Shall We Dance?. Gli attori protagonisti sono Richard Gere, Jennifer Lopez e Susan Sarandon.

## Trama
Chicago, terzo millennio. John Clark, un benestante e annoiato avvocato testamentario, è in cerca di qualcosa che lo aiuti a rompere la monotonia. Una sera, tornando a casa dal lavoro, intravede una bellissima ragazza affacciarsi con aria triste dalla finestra di una scuola di ballo; impulsivamente, John si iscrive alla scuola nella speranza di conoscere la misteriosa ragazza.
John affronta un impegnativo corso di ballo per principianti assieme a Vern, un simpatico ragazzone che prende lezioni in vista del matrimonio con la fidanzata, e a Chic, un playboy apparentemente interessato solo a far colpo sulle donne; alle lezioni partecipa di tanto in tanto anche l’esplosiva Bobbie, storica frequentatrice della scuola, in cerca di un partner per partecipare ad un’imminente gara di ballo, il trofeo Taittinger. A completare il quadro, il corso è tenuto da Miss Mitzi, anziana proprietaria della scuola con il vizio dell'alcool, mentre la ragazza che aveva affascinato John, l’algida Paulina, è l’insegnante che si occupa dei corsi avanzati. Con queste premesse, John si pente quasi immediatamente di essersi iscritto, ma finisce per appassionarsi davvero alla danza e in breve tempo acquista bravura e sicurezza sulla pista. John scopre inoltre che un suo insospettabile collega, Link, è un grande appassionato di balli latino-americani; Link tiene nascosta la sua passione per evitare di essere deriso e John, incerto su come la sua famiglia reagirebbe al suo nuovo interesse, decide di fare lo stesso.
Parallelamente, la moglie di John, Beverly, nota il cambiamento di abitudini del marito e, temendo il peggio, assolda Devine, uno sciatto investigatore privato. Beverly non tarda così a scoprire come stanno davvero le cose e, pur stupita e delusa che John non le abbia detto nulla, decide di chiudere le indagini e lasciare al marito i propri spazi.
Una sera, John invita a cena Paulina, ma la ragazza fraintende le sue intenzioni e rifiuta, facendogli capire di considerare la danza una cosa seria e consigliandogli di non ballare se la sua intenzione è abbordarla; John, umiliato, è sul punto di mollare ma alla fine decide di continuare. Qualche tempo dopo, John e Paulina hanno modo di chiarirsi e trascorrono una bella serata parlando dei motivi che ha spinto ognuno dei due ad avvicinarsi al ballo. John aveva notato in Paulina la stessa malinconia che provava lui prima di iniziare a ballare, e Paulina gli spiega di sentirsi così da quando, qualche anno prima, ha perso un’importante gara e, con essa, anche il proprio partner e fidanzato; da allora, Paulina non balla più, limitandosi al solo insegnamento, ma dopo essersi confidata con John ritrova la passione di un tempo per la danza.
Gli allievi della scuola di Miss Mitzi si preparano ad affrontare il premio Taittinger. Bobbie gareggerà in coppia sia con John, che le farà da partner nei balli classici, sia con Link, che invece l’affiancherà nei balli latino-americani; Vern, invece, parteciperà alla gara di latino-americani assieme alla propria fidanzata Luisa, mentre Chic gareggerà nei classici con la sorella di un suo amico. Il gruppo si allena duramente sotto la supervisione di Miss Mitzi, che grazie all'entusiasmo dei suoi allievi smette di bere, e di una Paulina particolarmente motivata; la sera prima della gara, John è terrorizzato e Paulina lo aiuta a sciogliersi ballando con lui un tango improvvisato.
Arriva il giorno della gara. Bobbie e Link si esibiscono in un cha-cha-cha e in un paso doble e passano il turno nonostante le scorrettezze di un’altra coppia; successivamente, John e Bobbie si esibiscono in un valzer e tutto sembra andare per il meglio. Durante il secondo ballo, il quickstep, John si accorge della presenza tra il pubblico di Beverly e della figlia, venute ad assistere dietro consiglio di Devine, e va nel panico, finendo per mandare a monte la gara. Umiliato, John decide di smettere con la danza e confessa a Beverly di non averle detto nulla perché si vergognava all’idea che la sua famiglia non fosse abbastanza per renderlo felice. Beverly lo perdona e lo incoraggia a riprendere le lezioni, ma John ha ormai deciso.
La scuola di danza organizza una festa d’addio per Paulina, che a breve se ne andrà in Inghilterra per ritentare la gara che anni prima non era riuscita a vincere; John viene invitato da Link e Bobbie in persona, che gli consegnano un messaggio di Paulina in cui l’amica lo incoraggia a non rinunciare alla sua passione. John, dopo aver riflettuto a lungo, realizza che, anche se il ballo gli ha permesso di sconfiggere la noia, è la sua famiglia ciò che lo rende davvero felice e non c’è perciò motivo per cui debba rinunciare a una delle due cose; John si presenta così alla festa con Beverly e balla per l’ultima volta con Paulina.
Il film si chiude mostrando le vite dei protagonisti qualche tempo dopo. John e Beverly sono riusciti a dare nuova linfa al loro rapporto e lui continua a frequentare la scuola; Miss Mitzi ha trovato un nuovo amore; Link è diventato più sicuro di sé e si è messo con Bobbie; Vern ha sposato la sua fidanzata; Chic, che si è scoperto essere gay, ha fatto coming out e si è messo con il fratello della sua partner; Paulina, infine, partecipa alla gara in Inghilterra con un nuovo partner. Il film si chiude con il detective Devine che decide di iscriversi alla scuola di Miss Mitzi, ora affollata di allievi.

## Produzione
Le riprese del film sono state effettuate a Winnipeg, Manitoba, Canada e Chicago.

## Colonna sonora
1. Pussycat Dolls – Sway
2. Gotan Project – Santa Maria (Del Buen Ayre)
3. Happy Feet (musica: John Altman)
4. España cañí (musica: John Altman)
5. Gizelle D'Cole e Pilar Montenegro – I Wanna (Shall We Dance)
6. Perfidia (testo: Alberto Domínguez – musica: John Altman)
7. Under the Bridges of Paris (musica: John Altman)
8. Moon River (musica: John Altman)
9. Andalucia (musica: John Altman)
10. Peter Gabriel – The Book Of Love
11. L Train (musica: Gabriel Yared)
12. Jamie Cullum – I Could Have Danced All Night
13. Rachel Fuller – Wonderland
14. Gotan Project – Shall We Dance
15. Mya – Let's Dance

## Riconoscimenti
2005 - AARP Movies for Grownups Award
- Nomination - Miglior attore a Richard Gere
- Nomination - Miglior attrice a Susan Sarandon
- Nomination - Storia d'amore meglio cresciuta in un film a Richard Gere e Susan Sarandon

2005 - Artios Award
- Nomination - Miglior casting per un film commedia a Richard Hicks

2005 - Golden Reel Award
- Nomination - Miglior montaggio sonoro in un film commedia o musicale

2005 - Satellite Award
- Nomination - Miglior canzone originale (The Book of Love)

2005 - Teen Choice Awards
- Nomination - Miglior scena di ballo in un film a Jennifer Lopez e Richard Gere